# Parafia Świętej Rodziny w Przedczu
Parafia Świętej Rodziny w Przedczu – rzymskokatolicka parafia położona na terenie Przedcza i gminy Przedecz. Administracyjnie należy do diecezji włocławskiej (dekanat kłodawski). 
Odpust parafialny odbywa się w Niedzielę Świętej Rodziny.
Proboszczem od 2023 jest ks. mgr lic. Remigiusz Karolak.